# Sara Marom-Shalev
Sara Marom-Shalev (en hébreu : שרה מרום שלו), née le 23 septembre 1934, est une femme politique israélienne membre du Gil. Elle siège à la Knesset (Parlement) de 2006 à 2009.

## Biographie
Marom naît à Dorohoi, dans le Nord de la Roumanie. Elle fait son aliyah en 1948 et réside aujourd'hui à Rehovot. Elle est divorcée et a deux enfants.
Marom est placée en 7e position de la liste du Gil pour les élections législatives de 2006 ; elle obtient donc un des sept sièges de son parti à la Knesset. En juin 2008, elle et deux autres députés quittent le Gil pour former le parti Justice pour les Aînés (en). Celui-ci rejoint de nouveau le Gil le 27 octobre 2008.
Marom perd son siège aux élections législatives de 2009 car le Gil ne reçoit pas assez de suffrages pour être représenté à la Knesset.